# Münchener Post
Die Münchener Post war eine von 1887 bis 1933 in München verlegte sozialdemokratische Tageszeitung. Die Auflage lag 1890 bei 8000, 1914 bei 30.000, Anfang der 1920er Jahre bei 60.000 Exemplaren und sank während der Weltwirtschaftskrise auf 15.000 Exemplare. Sie wurde vornehmlich von Münchener Parteimitgliedern der SPD abonniert.
Erster Herausgeber war Louis Viereck, 1890 wurde er von den  Münchner Reichstagsabgeordneten Georg von Vollmar und Georg Birk abgelöst, und die Zeitung ging in das Eigentum der SPD über. Ab 1. Oktober 1892 übernahm Louis Cohn als hauptamtlicher Geschäftsführer im Auftrag der Gesamtpartei die Zeitung. Er sollte sie wirtschaftlich sanieren und als Aufpasser der Berliner Parteizentrale fungieren. Es gelang ihm, aus dem Verlag der Zeitung, der „Firma Birk & Co“, ein leistungsfähiges Unternehmen zu machen. Mit seinen Versuchen, Einfluss auf die Redaktion und auf die Politik der bayerischen Sozialdemokratie zu nehmen, scheiterte Cohn allerdings. Cohn führte den Posten als Geschäftsführer der Münchner Post bis 1918 aus.
Unter den Redakteuren waren zeitweise Adolf Braun, Richard Calwer und der spätere Münchner Bürgermeister Eduard Schmid. Seit 1895 leitete mit Adolf Müller ein weiterer Reformer im Sinne Vollmars die Zeitung. Seit 1910 schrieb Kurt Eisner für das Feuilleton, er hatte aber auf die reformistische Ausrichtung des Blattes keinen Einfluss. Nach Ausbruch des Ersten Weltkriegs stand Müller auf Seiten der Befürworter des Burgfriedens, der Kriegsgegner Eisner wurde von Müller weiterhin im Feuilleton geduldet.
Die Redaktion wurde im Jahr 1923 während des Hitlerputschs Ziel eines Überfalls von Nationalsozialisten und wurde vom Generalstaatskommissar der Bayerischen Regierung Gustav von Kahr kurzzeitig verboten.
Der spätere Chefredakteur Martin Gruber deckte 1907 die brutalen Übergriffe des Kolonialpolitikers Carl Peters gegen die Bevölkerung in Deutsch-Ostafrika auf. In der Weimarer Republik wurde er wegen der Berichterstattung der Zeitung wiederholt in Prozesse verwickelt und im Münchner Dolchstoßprozess verklagt, weil er die Verbreiter der Dolchstoßlegende der Geschichtsfälschung überführte, gleichwohl wurde er zivilrechtlich verurteilt. Das Blatt kritisierte die NSDAP bzw. deren Ideologie und betrieb investigativen Journalismus gegen die Nationalsozialisten. Der NSDAP wurde die Doppelmoral gegenüber Homosexuellen vorgehalten, der Suizid von Adolf Hitlers Nichte Geli Raubal wurde thematisiert.
Nach der Machtergreifung überfielen und verwüsteten die Nationalsozialisten erneut die Redaktionsräume, Redakteure wurden verhaftet, die Zeitung wurde nun endgültig verboten.
Der Redakteur Erhard Auer verbrachte Monate im Gefängnis und im Konzentrationslager, er erhielt ein Berufsverbot und starb entkräftet 1945. Der Redakteur Edmund Goldschagg musste in der Zeit des Nationalsozialismus untertauchen. Er war nach Kriegsende der Lizenznehmer für die neugegründete Süddeutsche Zeitung, die allerdings nicht die sozialdemokratische Tradition aufnahm.